# Giovana Queiroz
Giovana, de son nom complet Giovana Queiroz Costa, née le 21 juin 2003 à São Paulo, est une joueuse internationale brésilienne de football évoluant au poste d'attaquante au club d'Everton FC en prêt d'Arsenal FC.

## Biographie

### En sélection
Avec l'équipe d'Espagne des moins de 17 ans, elle se met en évidence en marquant sept buts en trois matchs. Elle est l'auteur de deux doublés, contre les États-Unis en septembre 2019 (victoire 3-4), puis contre l'Allemagne en janvier 2020 (victoire 3-1).
Avec l'équipe du Brésil, elle participe aux Jeux olympiques d'été de 2020, organisés lors de l'été 2021 à Tokyo. Lors du tournoi olympique, elle ne joue qu'une seule rencontre, face à la Zambie (victoire 1-0).